# مقاطعة بونير (أيداهو)
مقاطعة بونير (بالإنجليزية: Bonner County)‏ هي إحدى مقاطعات ولاية أيداهو في الولايات المتحدة الأمريكية.